# Grand Central Terminal
Grand Central Terminal (sovint anomenat Grand Central Station) és una estació novaiorquesa, situada al centre de Manhattan, al barri de Midtown (entre el carrer 42 i Park Avenue). Actualment, és una terminal de trens de rodalia pertanyent a la Metro-North Commuter Railroad Company, que explota diverses línies arribant als comtats de Westchester, Putnam, i Dutchess a l'estat de Nova York, així com els de Fairfield i New Haven a Connecticut. És també una important estació de metro, on es troben correspondències entre les línies 4, 5, 6 i 7.

## Disposició
Grand Central Terminal és l'estació més important del món pel seu nombre d'andanes: 44, que donen a 67 vies. Són repartides en dos nivells, 41 al nivell superior i 26 a l'inferior.
Al costat de les andanes, s'hi troba una galeria comercial, amb diversos restaurants (el més conegut n'és l'Oyster Bar), els fast-foods, quioscs de premsa, és a dir, més d'una quarantena de comerços.

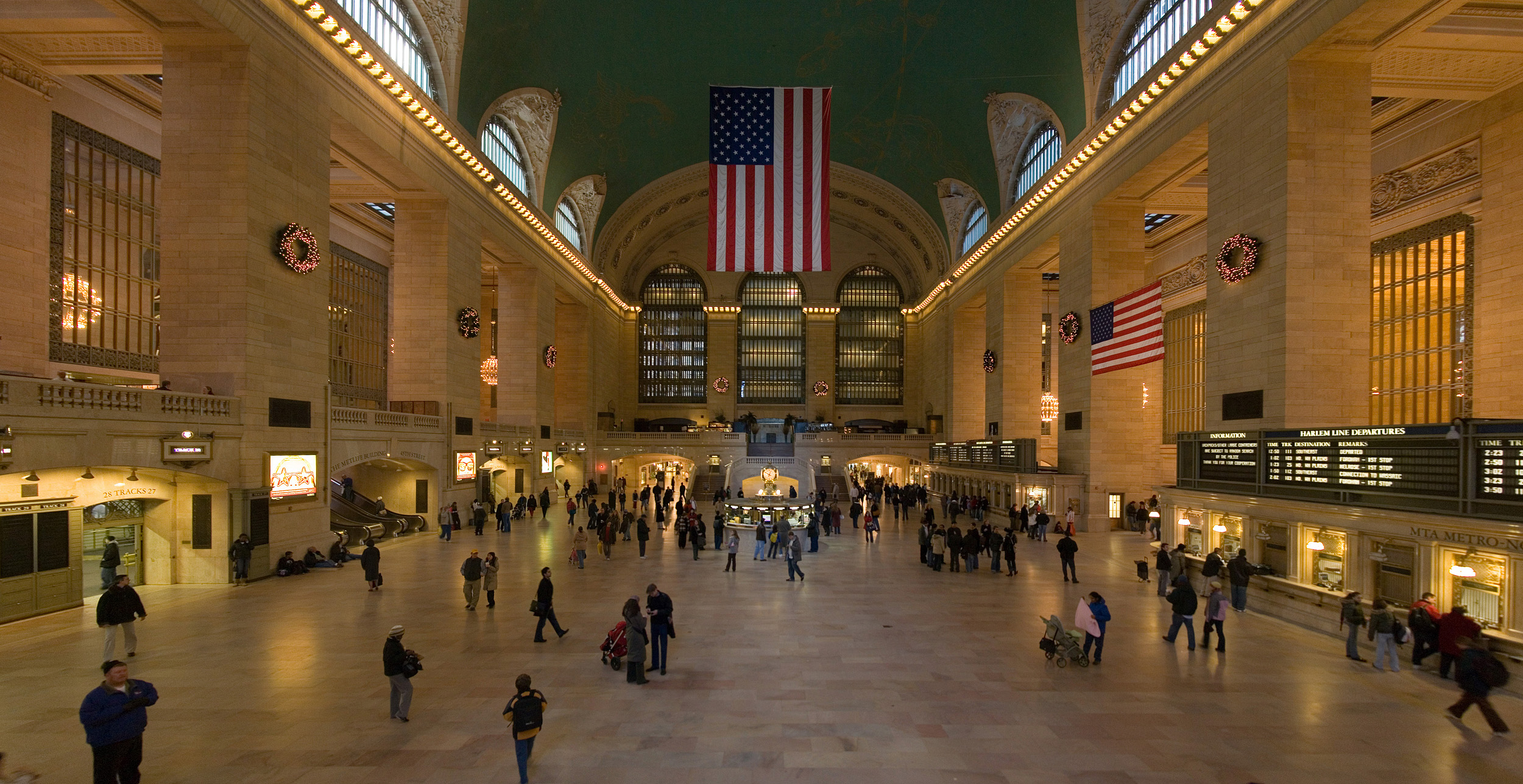
El hall principal

- Hall principal: és el cor de l'estació, on es troben les taquilles, encara que aquestes hagin estat parcialment reemplaçades per distribuïdors automàtics. Al centre, hi ha una oficina d'informació, de la qual el pèndol a quatre cares n'és un dels símbols més destacats d'aquesta estació.
- Hall dels restaurants (Dining Concourse): situat sota el hall principal, al qual està connectat per nombroses escales i ascensors. S'hi troben sobretot fast-foods.
- Hall Vanderbilt: tot i que forma part de l'estació, aquest hall prestigiós és llogat, emprat per a diferents manifestacions privades o públiques.
- Grand Central North: és una extensió moderna que permet accedir a l'estació a partir dels carrers 47 i 48. D'allà, es pot arribar al hall principal per dues galeries que voregen les vies.
- Estació de metro: accessible des del hall principal. La seva arquitectura és trivial, no s'hi troba l'aspecte majestuós de l'estació de ferrocarril. L'estació fou gairebé completament destruïda per un incendi durant els anys 1960, i reconstruïda després.

## Història
Tres edificis diferents han ocupat de manera successiva el mateix emplaçament:

### Grand Central Depot
Acabat de construir el 1871, era destinat a acollir els trens de tres companyies diferents:
- New York Central and Hudson River Railroad
- Harlem River Railroad
- New Haven Railroad

Aquest edifici tenia forma de «L», i s'estenia al llarg del carrer 42 i de Vanderbilt Avenue. Per primera vegada als Estats Units, s'hi havien construït andanes sobrealçades a nivell dels cotxes viatgers.

### Grand Central Station
Entre 1899 i 1900, l'edifici va ser enderrocat, se'l va ampliar de tres a sis pisos i va tindre una nova façana, però es va conservar la vidriera que protegia les vies. La línia de ferrocarril que continuava al sud del carrer 42 va ser reposada i la configuració de les vies va ser revisada per adaptar-se a un trànsit creixent.

### Grand Central Terminal
Entre 1903 i 1913, l'edifici va ser enderrocat i reconstruït en fases successives, per obtenir el que és avui la Gran Central Terminal. L'arquitectura és obra dels gabinets Warren & Wetmore i Reed & Stern. En paral·lel a aquests treballs, les línies de les tres companyies van ser electrificades, i es van enterrar les vies a l'entrada de l'estació amb la construcció del túnel de Park Avenue.
Durant els anys 1990, l'estació ha estat completament renovada, els treballs han durat fins a 1998. El més sorprenent ha estat el redescobriment del sostre del hall principal, guarnit d'un cel estelat sembrat de constel·lacions, que estava amagat sota una capa de brutícia i de sutge.